# 江南四大名园
江南四大名园包括江苏南京的瞻园、苏州的拙政园、留园，无锡的寄畅园 。这四处古典园林建筑，不仅代表着江南园林建筑艺术的精华，也是中国优秀的文化遗产，苏州园林被联合国教科文组织列为世界文化遗产。
除此之外，上海豫园，扬州瘦西湖、个园 、何园，苏州沧浪亭、狮子林，南通水绘园等，都是江南古典园林的典范。其中苏州的沧浪亭，狮子林与拙政园、留园并称为苏州四大名园。